# Eesti Keel
Eesti Keel (dt. „Estnische Sprache“) war eine estnische sprachwissenschaftliche Zeitschrift.

## Gründung
Nach der Staatsgründung Estlands und der Etablierung neuer Fächer an der Universität Tartu begründeten führende estnische Linguisten 1920 die Gesellschaft für Muttersprache (estn. Emakeele Selts), die als Grundkapital von der älteren, 1907 gegründeten Eesti Kirjanduse Selts (Estnische Literaturgesellschaft) wertvolles Dialektmaterial erhielt. Die Dialektforschung bildete im Folgenden auch die Grundlage der Arbeit der Gesellschaft, wenngleich auch andere Themen wie die Spracherneuerung in Estland oder historische Sprachwissenschaft eine große Rolle spielten.
Zur Verbesserung der Publikationsmöglichkeiten ihrer Forschungsergebnisse gründete die Gesellschaft 1922 eine linguistische Zeitschrift. Vorher waren linguistische Beiträge in Estland in der Zeitschrift Eesti Kirjandus (Estnische Literatur) publiziert worden, nun erschienen jährlich sechs bis acht Ausgaben der einzigen estnischen linguistischen Zeitschrift. Die Auflage betrug in den 1920er-Jahren zunächst 1100–1500 und sank später auf 400–450. Ziel der Zeitschrift war auch eine Mitwirkung bei der Normierung der Sprache, wie man dem Vorwort der Eröffnungsnummer entnehmen kann: „Die Einheit, Genauigkeit und Regelmäßigkeit der Sprache soll in der Zeitschrift besonders betont werden.“
Die Zeitschrift wurde 1940 nach der Besetzung Estlands durch die Sowjetunion und der nachfolgenden Sowjetisierung eingestellt. Das gleiche Schicksal traf die Zeitschrift Eesti Kirjandus, im Anschluss gab es kurzzeitig sechs Nummern einer Zeitschrift Eesti Keel ja Kirjandus (1941). Nach dem Zweiten Weltkrieg und der Entstalinisierung bemühten sich intellektuelle Kreise in Estland um eine Wiederbelebung der Zeitschrift, was jedoch erst 1958 und ohne den Zusatz „estnisch“ gelang. Seit diesem Jahr erscheint die Zeitschrift Keel ja Kirjandus (Sprache und Literatur), die bedingt als Nachfolgeorgan angesehen werden kann.

## Chefredakteure
- Julius Mark 1922–1924
- Andrus Saareste 1924–1931
- Julius Mägiste 1932–1935
- Johannes Voldemar Veski 1936–1940

## Einzelbelege
1. ↑  Reet Kasik: Stahli mantlipärijad. Tartu: Tartu Ülikooli Kirjastus 2011, S. 120.
2. ↑  Cornelius Hasselblatt: Geschichte der estnischen Literatur. Von den Anfängen bis zur Gegenwart. Berlin, New York: Walter de Gruyter 2006, S. 361–364.
3. ↑  Eesti Entsüklopeedia 12. Tallinn: Eesti Entsüklopeediakirjastus 2003, S. 58.
4. ↑  Eesti Keel 1/1922, S. 2.